# Pasupati

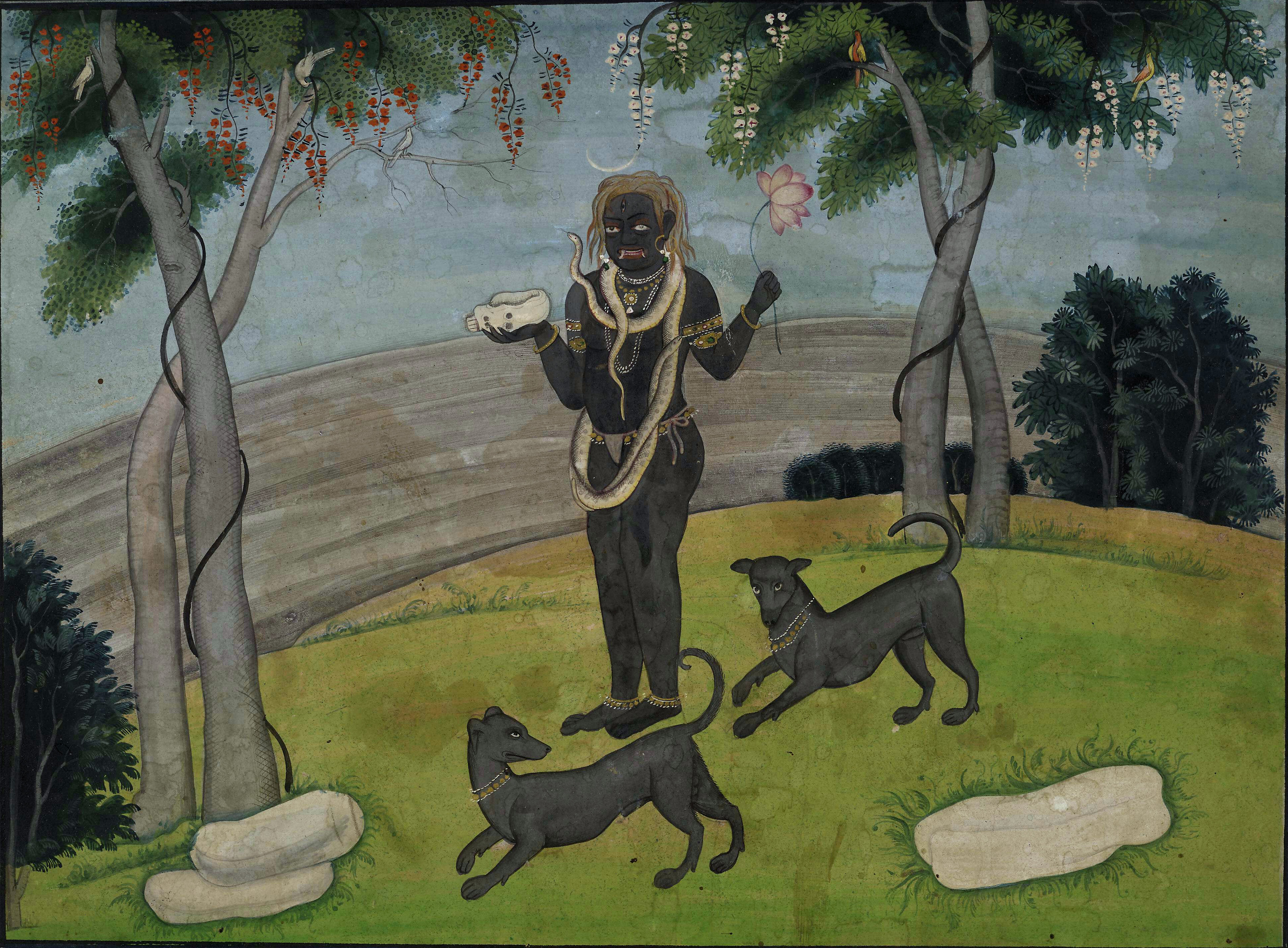
Pasupati, el señor de las bestias.

Pasupati (‘señor de las bestias’) es una encarnación del dios hinduista Shiva.
Es venerado en todo el mundo hinduista, pero especialmente en Nepal, donde se lo considera ―de manera no oficial― como una deidad nacional.

## Nombre sánscrito y etimología
- paśupati, en el sistema AITS (alfabeto internacional para la transliteración del sánscrito).[2]
- पशुपति, en escritura devanagari del sánscrito.[2]
- Pronunciación:
  - /pashupáti/ en sánscrito.[2]
- Etimología: ‘señor de las bestias’[2]
  - paśu: ‘bestias’, ‘ganado’; es un cognado de varias palabras europeas:
    - pasu en idioma avéstico
    - pecu en idioma;
    - pecku en idioma prusiano antiguo (extinguido a principios del siglo XIX).
    - fai4hu en idioma gótico
    - fihu, vihe, vieh en idioma germano
    - feoh en idioma anglosajón (inglés antiguo).
    - fee en idioma inglés

  - pati: ‘esposo’, ‘amo’; es un cognado de varias palabras europeas:
    - patis: ‘esposo’; en idioma lituano
    - potis en idioma latino (que después se convirtió en potis-sum y finalmente en pos-sum).
    - πόσις (pósis): ‘esposo’; en idioma griego antiguo
    - [bruth] faths: ‘novio’; en idioma gótico

### Otras personas con ese nombre
- Paśupati: ‘señor de Paśu [un sirviente]’[2]
- Paśupati: ‘señor del alma’; según el libro Religious thought and life in India: brāhmanism and hindūism.[2][3]
- Paśupati: nombre tardío del dios Rudra, o de un dios similar; según el Átharva-veda.[2]

En el Rig-veda (el texto más antiguo de la India, de mediados del II milenio a. C.) se lo relaciona frecuentemente con Bhava, Sharva, Ugra, Rudra, Majadeva, Ishana y otros que ―junto con el pándava Bhima― fueron considerados en el Majabhárata (texto epicorreligioso del siglo III a. C.) como manifestaciones del dios Rudra) AV. &c
- Paśupati: nombre del dios Śiva; según el Majabhárata ―en una leyenda cuenta que cuando los dioses le rogaban a Shiva que los salvara matando al asura Tripura, cada uno de ellos afirmó ser una mera bestia (paśu)―.[2]
- Paśupati: nombre del dios del fuego, Agni; según el Taittiríia-samjita y el Shatapatha-bráhmana.[2]
- Paśupati: nombre de un lexicógrafo; según lexicógrafos (tales como Amara Simja, Jalaiuda, Jema Chandra, etc.).[2]
- Paśupati: nombre de un escoliasta (comentador); según lexicógrafos.[2]

## Historia

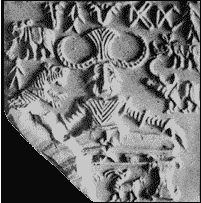
Fotografía del libro Mohenjo Daro and the Indus Civilization (del arqueólogo británico sir John Marshall; Londres, 1931) que muestra un sello de esteatita del 1500 a. C. Se puede ver la imagen de un varón sentado. Como está rodeado de animales, Marshall afirmó que se trataba del dios Pasupati.

Originalmente, en el período védico, Pasupati ―‘el amo de las bestias’― era un epíteto del dios Rudra.
En el Rig-veda (el texto más antiguo de la India, de mediados del II milenio a. C.) aparece también el término Paśupa (cuidador de ganado) como epíteto para el dios Pushán.
Más tarde, en la época upanishádica ―cuando Rudra se convirtió en Shiva―, Pasupati se volvió un epíteto correspondiente a Shiva.
El arqueólogo británico John Marshall descubrió en Mohenjo-Daro (Pakistán) un sello con figuras, datable hacia el siglo XVII a. C., de la cultura del valle del Indo. En 1931 publicó su interpretación, imaginando una supuesta criatura antropomorfa con cuernos, en una posición sentada con las piernas cruzadas. Marshall elaboró tres hipótesis, aún no confirmadas:
- El varón sentado sería el dios hinduista Shiva.
- Como está rodeado por un rinoceronte, una vaca, un elefante y un tigre, Marshall afirmó que se trataba de Shiva como Pashupati» (‘señor de las bestias’) y con ese nombre bautizó al sello.

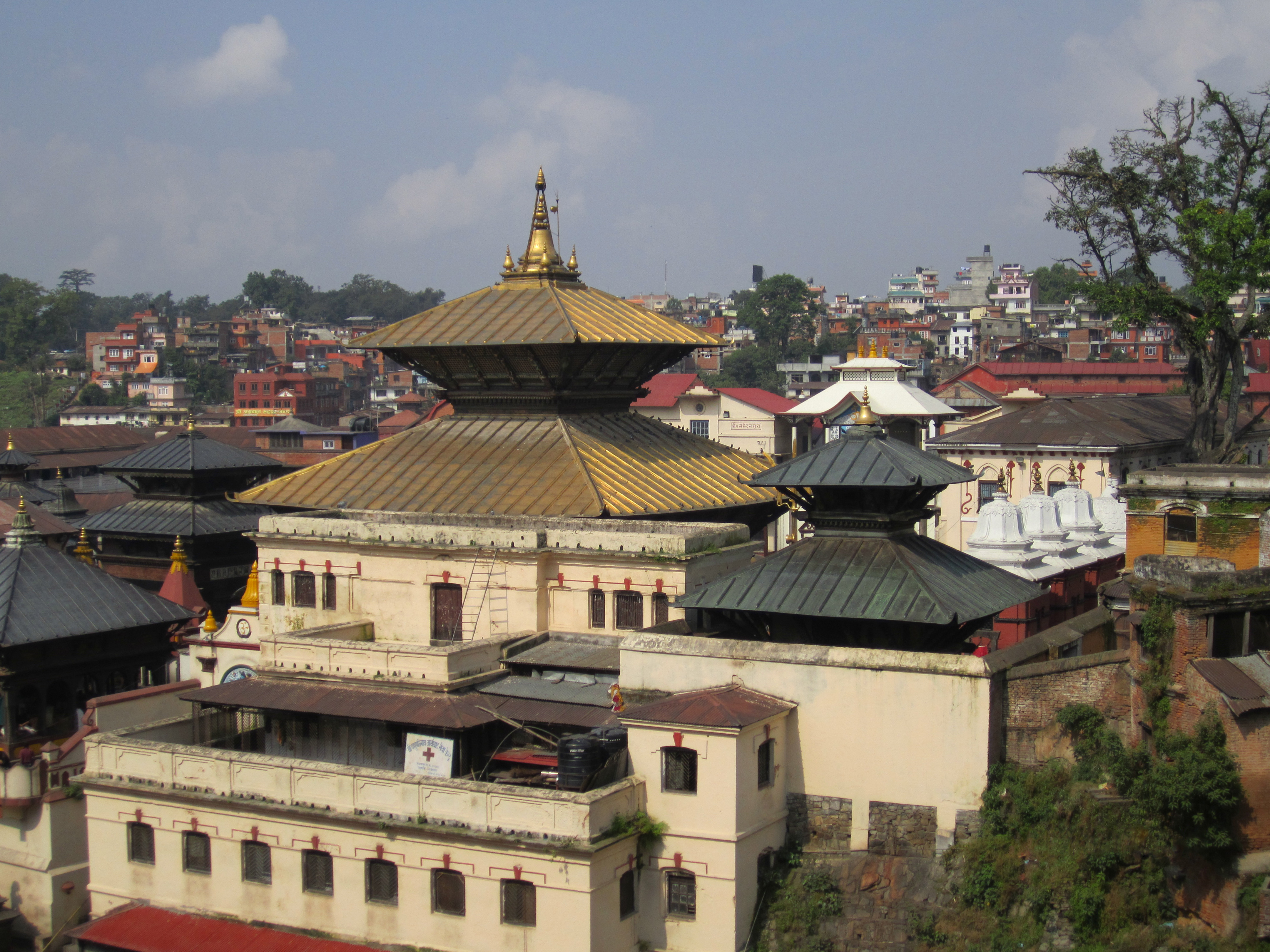
El templo Pashupatinath en Katmandú (Nepal).

## La deidad
En el hinduismo actual, Pashupati es un avatar del dios Shiva, quien es uno de los tres miembros del Trimurti (la Trinidad hinduista). Él es la contraparte masculina de la diosa Shakti.
Las cinco caras de Pashupati representan diversas encarnaciones de Shiva, y personifican los cinco elementos principales del hinduismo (tierra, agua, aire, fuego y éter):
- Sadioyata (también conocido como Barún), que apunta al oeste y representa la tierra
- Vamadeva (también conocido como Uma Majésuara), que apunta al norte y representa el agua
- Tatpurusha, que apunta al este y representa el aire
- Aghora (‘no horroroso’, nombre eufemístico de Shiva, que siempre produce espanto), que apunta al sur y representa el fuego
- Ishana ―el incognoscible (incluso para los videntes)―, que apunta al cenit (arriba) y representa al éter.

## Pashupatinath en Nepal
Aunque Nepal es un estado oficialmente laico, su población es predominantemente hinduista, y el señor Sri Pashupatinath es venerado como una deidad nacional. El templo de Pashupatinath, situado en la orilla del río Bagmati, es considerado el lugar más sagrado en Nepal. La mitología afirma que el propio Pashupatinath, cuando vio el valle de Katmandú, se sintió abrumado por su belleza por lo que adoptó la forma de un ciervo y se quedó a vivir en Nepal.

## Pashupatinath en la India

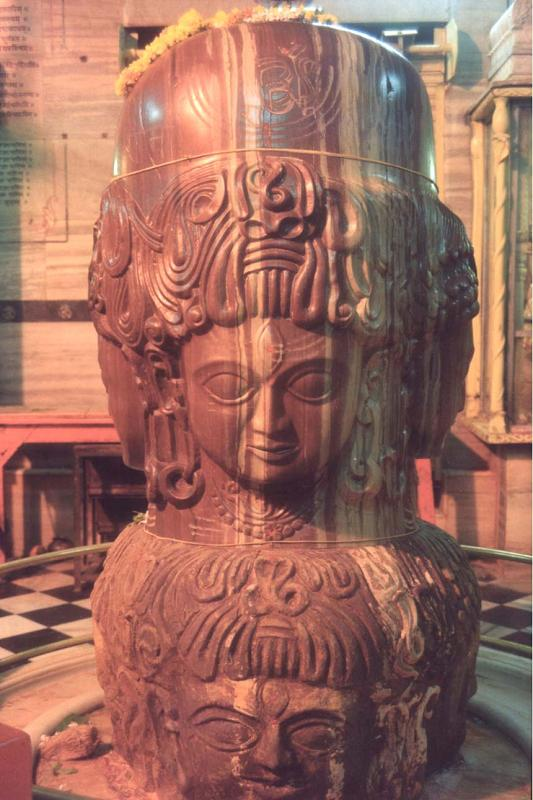
Imagen del lingam (‘falo’) del Señor Pashupatinath en su templo Mandsaur (India).

En las orillas del río Shivana, en Mandsaur (estado de Madhia Pradesh) se encuentra un templo del señor Pashupatinath. Es uno de los santuarios más importantes en Mandsaur, y su deidad principal es el dios Shiva en la forma de Pashupatinath.
Su principal atractivo es un raro lingam (‘falo’) de Shiva que presenta ocho rostros de Shiva. La capilla tiene cuatro puertas, que representan las cuatro direcciones cardinales.